# Les Mamelles (Guyane)
Pour les articles homonymes, voir Mamelle (homonymie).
Les Mamelles ou Les Deux Filles sont deux îlets de Guyane, parmi les îlets de Rémire, appartenant administrativement à Cayenne.